# Christof Wetterich

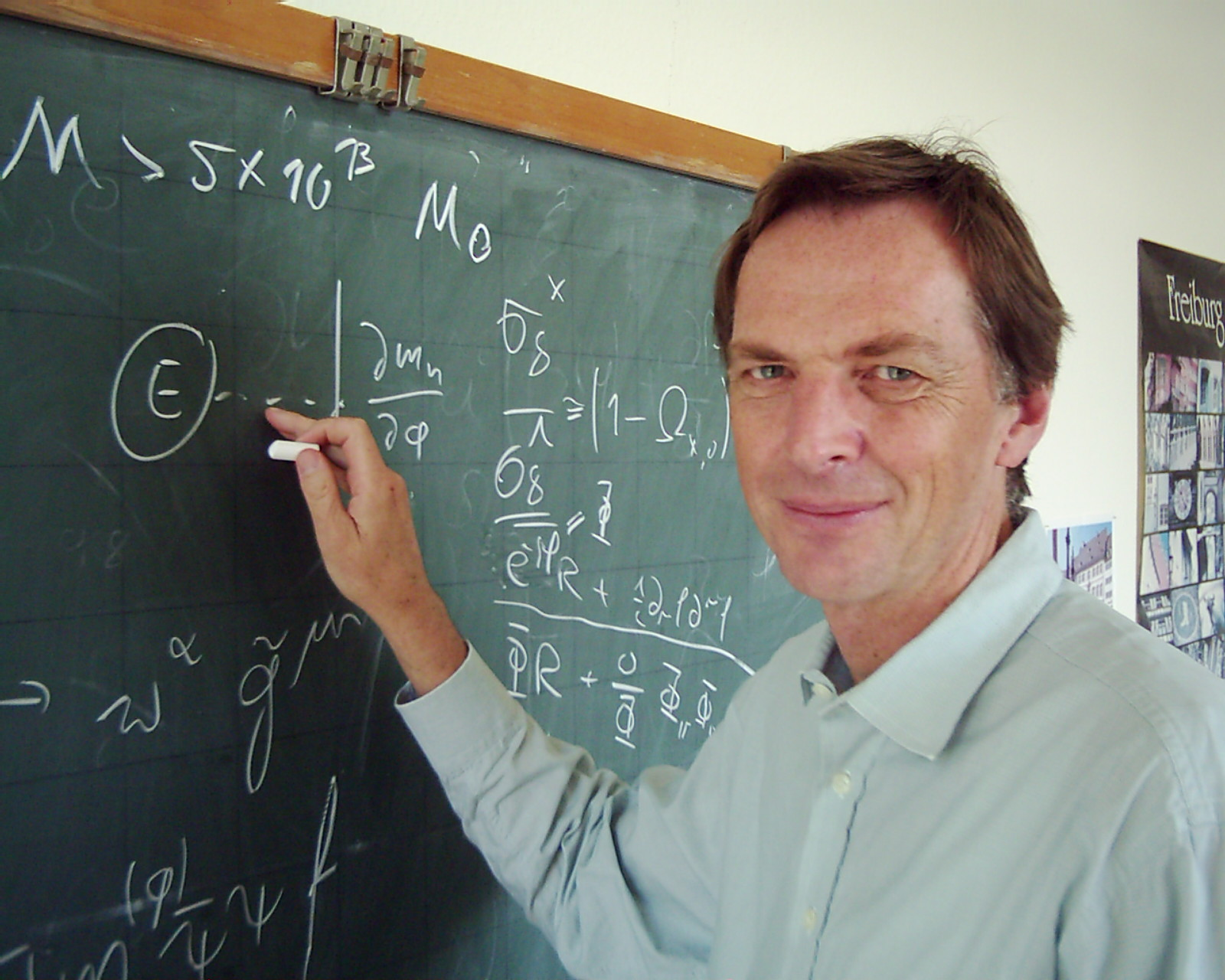
Christof Wetterich im Jahr 2005

Christof Wetterich (* 12. April 1952 in Freiburg im Breisgau) ist ein deutscher theoretischer Physiker, seit 1992 am Lehrstuhl des Instituts für Theoretische Physik der Ruprecht-Karls-Universität Heidelberg. Seit 2006 ist er Mitglied der Heidelberger Akademie der Wissenschaften.

## Leben und Wirken
Christof Wetterich studierte Physik in Paris, Köln und Freiburg, wo er 1978 auch sein Diplom bekam. Er promovierte 1979 und habilitierte 1983 in Freiburg. Von 1981 bis 1983 arbeitete er am CERN in Genf und in den folgenden Jahren bis 1985 als Universitätsassistent in Bern, von März bis August 1985 war er erneut beim CERN, als Heisenberg-Stipendiat. Von 1984 bis 1992 arbeitete er beim DESY in Hamburg. Seit 1992 ist Wetterich Lehrstuhlinhaber am Institut für Theoretische Physik der Ruprecht-Karls-Universität Heidelberg. Seit 2006 ist er Mitglied der Heidelberger Akademie der Wissenschaften.
Er war von 1996 bis 1998 Mitglied des Wissenschaftlichen Rats von DESY und ist seit 1998 Mitglied des Auswahlausschusses für Preisträger der Alexander von Humboldt-Stiftung.

### Quintessenz
Wetterich forscht in der Astro- und Teilchenphysik. Er schlug als erster die Existenz einer „dynamischen Dunklen Energie“ vor, die Quintessenz. Sein Quintessenz-Modell liefert eine populäre Erklärung für die beschleunigte Expansion des Universums.

### Expansionsfreies Universum
Im Gegensatz zur herrschenden Meinung sieht Wetterich die kosmische Expansion nicht als Faktum an, sondern lediglich als eine mögliche Interpretation der zu beobachtenden Rotverschiebung.
Eine äquivalente Sichtweise sei, diese als Zunahme aller Massen des Universums zu interpretieren. Entfernte Objekte würden uns aufgrund ihrer in der Vergangenheit niedrigeren Massen so als rotverschoben erscheinen.
Eine Ausdehnung des Universums hätte ausschließlich in der Inflationsphase stattgefunden. Dieses wäre nun statisch oder befände sich sogar im Zustand der Kontraktion.
Das Modell ist konsistent mit allen Beobachtungen und vermeidet zudem das Problem der Urknall-Singularität, da sich dieser unendlich weit in die Vergangenheit zöge.

## Auszeichnungen und Preise
- 2005 – Max-Planck-Forschungspreis gemeinsam mit Christopher Carilli
- 2014 – 15. Johannes Gutenberg-Stiftungsprofessur an der Johannes Gutenberg-Universität Mainz
- 2019 – Gentner-Kastler-Preis der Deutschen Physikalischen Gesellschaft